# 東西連係ガス導管
東西連係ガス導管（とうざいれんけいガスどうかん）は、JERAの東扇島火力発電所と富津火力発電所の間を結ぶ天然ガスのパイプラインである。東京湾に海底トンネルを掘って、その中にガスの導管が収められている。京浜地区の3つの火力発電所（東扇島・横浜・川崎）と、千葉地区の5つの火力発電所（富津・袖ヶ浦・姉崎・五井・千葉）を結んで、天然ガスの相互融通を可能にするために建設された。
東京湾を横断するガス導管としては、東京ガスの海底幹線（袖ケ浦〜新木場、1977年12月から稼働）に次ぎ、2例目である。

## 背景
計画当時、東京電力（現・東京電力ホールディングス）は、京浜地区に3か所、千葉地区に5か所の天然ガス火力発電所を保有しており、京浜地区に対しては東扇島LNG基地に、千葉地区に対しては富津LNG基地にそれぞれ液化天然ガス (LNG) を運び込み、そこからパイプラインによって各発電所に送っていた。しかし京浜地区と千葉地区を連絡するパイプラインは存在しなかった。このため火力発電の効率化と安定化のために、これらの2つのLNG基地をパイプラインで結ぶ構想が持ち上がった。当初は費用対効果の問題から見送られていたが、技術革新によって建設費が下がり、実現へ向けて動き出すことになった。

## 建設
2003年（平成15年）2月に経済産業省および関東経済産業局に対して工事計画書を提出し、4月に着工された。
トンネルの工事は、東扇島から掘削する扇島工区と富津から掘削する富津工区に分割されて実施された。扇島工区は大成建設・清水建設・間組の共同企業体 (JV) が、富津工区は鹿島建設・西松建設・大林組のJVが、それぞれ担当した。
まず立坑を建設して施工する基面まで掘り下げたが、扇島立坑は内径14.0 mの円形の立坑を地表面から45.3 mの地点まで掘ったのに対して、富津立坑では7.0 m×38.0 mの矩形の立坑を地表面から18.3 mの地点まで掘った。この立坑の中から横方向にトンネル工事を行い、トンネルの天端高は扇島でAP-32.0 m、富津でAP-8.8 mとなった。
どちらの工区も全長は9,030 mで、トンネル内径は3.0 mである。工法は泥水式シールド工法が採用された。平面線形はほぼ直線で、富津立坑から1,467 m地点から470 mに渡って、立坑から見て右へ半径4,000 mの曲線が入っているだけである。一方縦断線形は、扇島立坑から3.0パーセントで下り、1,063 m地点から0.1パーセントで富津へ向かって登り、7,990 m地点から0.2パーセントの登りとなり、富津立坑から1,006 mの地点から3.0パーセントで登る構造となっている。この結果、トンネル中の最深部は扇島から1,063 mの地点となり、トンネル天端高でAP-63.9 mである。この地点にはトンネル完成後の排水ピットが設置されている。こうした線形は、両端での既設構造物への影響や地質などを考慮して決定されたものである。
9 kmにおよぶ工区をシールド工法で掘りぬくのはこの建設時点で世界最長記録で、かつ東京湾海底の0.6 MPaという高い水圧を受ける環境で月間500 mを超える高速掘進を行うなど、技術的に大きな特徴がある。ただしガス導管を通すだけであるので、トンネルの断面は道路や鉄道のトンネルなどに比べるとずっと小型である。この高速施工を可能とするため、シールド工法においてトンネル壁面を構成するセグメントについて、富津工区では幅が1.35 mある幅広のセグメントを採用（扇島工区では幅1.2 m）し、一方扇島工区ではセグメント分割数を5分割（富津工区では6分割）とする工夫を行った。また従来のボルト締結式ではなくワンパス継手によるセグメント組み立てを行い、1リング当たりの組み立て時間を従来の半分以下となる10分程度に短縮を図った。こうした工夫に加えて、予備品をストックして故障時の迅速な対応を図るなど、稼働率を計画値の80パーセントから実績の93パーセントに高めることができたこともあり、平均月進量は630 m、最大月進量は1,168 mを達成した。
2003年（平成15年）4月に立坑工事に着手し、2003年11月に富津工区、2004年（平成16年）2月に扇島工区でシールドマシンが発進した。2005年（平成17年）3月にまず富津工区の掘進が完了し、同年7月に扇島工区が8,930 m地点まで到達した。その後2か月をかけて相対的な位置の確認と修正掘進を行い、9月に地中接合を完了した。シールドマシン中心軸にしてプラスマイナス50 mm以内、角度にして1度以内という許容値を満たす接合となった。また接合に際しては、富津工区のシールドマシンの内部が後退し、そこに扇島工区のシールドマシンの内部が前進して接合部の止水工作を行う機械式地中接合が行われた。
トンネル自体の工事は2006年（平成18年）3月に完成した。その後、トンネル内に全長約20 km、口径700 mmのガス用鋼管を1本敷設する工事を行い、これも2008年（平成20年）6月に完成した。

## 運用
2009年3月27日付で運用が開始された。これにより火力発電およびLNG基地の運用の弾力化・安定化が図られるとともに、LNGの備蓄基地を削減することができるといった利点がある。海水の熱によりLNGから気化させた天然ガスを1時間あたり最大430トン送る能力がある。またこのパイプラインは必要に応じて双方向に運用される。
2019年4月以降は、東京電力グループと中部電力との合弁会社であるJERAが運用している。